# Сусли
Сусли или Суселци (рус. Сусельцы, пољ. Susłowie) су били средњовековно западнословенско племе, које је заједно са Далеминцима, Лужичанима, Милчанима, Нишанима било део племенског савеза Лужичких Срба, једног од три велика племенска савеза Полапских Словена.
У другој половини 1. миленијума, Суселци су насељавали област око горњег тока реке Мулде на територији данашње немачке државе Саксоније. Западни суседи  Суселаца били су Нелетићи који су насељавали област око реке Зале, северозападно од њих живело је племе Жирмунти, северно и источно дуж реке Лабе племе Нижићи, на југоистоку у међуречју Мулде и Лабе племе Далеминци, а на југуозападу у међуречју Мулде и Зале племе Худићи. Заједно са суседним племенима која су насељавала област између река Лабе и Зале (Далеминци, Коледићи, Житићи, Худићи, Нелетићи, Нижићи и други), Суселци су до 8. века чинили племенски савез Лужичких Срба.
Почетком 10. века Суселце су заједно са осталим племенима Лужичких Срба покорили Немци.